# Celler Cooperatiu de Nulles
El Celler Cooperatiu de Nulles, més conegut com a ADERNATS-Vinícola de Nulles, es troba al nord de la població. D'estil noucentista, va ser construït entre el 1919 i 1920 per l'arquitecte vallenc Cèsar Martinell i Brunet, encarregat pel Sindicat Agrícola de Sant Isidre de Nulles amb l'ajut econòmic del Banc de Valls.
L'edifici consta de dues naus principals i tres cossos auxiliars, producte d'ampliacions posteriors. La primera nau és de doble nau basilical rectangular, destinada a celler, amb estructura d'arcs equilibrats parabòlics doblats de maó vist per suportar la coberta a dues vessants de teula àrab. La segona és contigua i transversal a la primera i té una estructura de coberta a base d'encavallada metàl·lica i coberta de xapa, també metàl·lica.
Aquest celler incorpora algunes de les novetats tècniques (constructives i de tecnologia de producció vitivinícola) que es van convertir en invariants pròpies de l'obra de Cèsar Martinell en gairebé tots els seus cellers. Per exemple, la construcció de l'estructura de les naus basada en arcs parabòlics de maó, els cups subterranis cilíndrics i separats per cambres aïllants ventilades, i la composició i les textures de les façanes.
Fou declarat Bé Cultural d'Interès Nacional al DOGC núm. 3722 del 18/09/2002. El codi BCIN és 1861-MH, i el BIC, RI-51-0010775.

## Enoturisme
Actualment, gràcies al reconeixment de l'enoturisme i els seus vins i caves Adernats, s'ha posicionat com un referent a les comarques de Tarragona. Situat en un punt estratègic de la Ruta del Cister, Nulles és un petit poble rural. Cabanyes i marges de pedra seca recorren les extenses vinyes que envolten el poble. I com a punt d'unió entre la gent i la terra, un celler, la Catedral del Vi de Nulles.